# John Wick (Filmreihe)

Logo

John Wick ist eine US-amerikanische Actionfilmreihe von Lionsgate. Sie besteht aus bisher vier Hauptfilmen unter der Regie von Chad Stahelski und dem Spin-off From the World of John Wick: Ballerina. In allen fünf Filmen übernahm Keanu Reeves die Titelrolle des Auftragskillers John Wick.

## Überblick

### Filmreihe
| Jahr | Deutscher Titel                        | Originaltitel                          | Regie                         | Drehbuch                                                |
| ---- | -------------------------------------- | -------------------------------------- | ----------------------------- | ------------------------------------------------------- |
| 2014 | John Wick                              | John Wick                              | Chad Stahelski & David Leitch | Derek Kolstad                                           |
| 2017 | John Wick: Kapitel 2                   | John Wick: Chapter 2                   | Chad Stahelski                | Derek Kolstad                                           |
| 2019 | John Wick: Kapitel 3                   | John Wick: Chapter 3 – Parabellum      | Chad Stahelski                | Derek Kolstad, Shay Hatten, Chris Collins & Marc Abrams |
| 2023 | John Wick: Kapitel 4                   | John Wick: Chapter 4                   | Chad Stahelski                | Michael Finch & Shay Hatten                             |
| 2025 | From the World of John Wick: Ballerina | From the World of John Wick: Ballerina | Len Wiseman                   | Shay Hatten                                             |
| –    | John Wick: Kapitel 5                   | John Wick: Chapter 5                   | Chad Stahelski                | Michael Finch                                           |
| –    | Caine-Spin-off                         | –                                      | Donnie Yen                    | Mattson Tomlin                                          |
| –    | Animiertes John-Wick-Prequel           | –                                      | Shannon Tindle                | Vanessa Taylor                                          |

Darüber hinaus gibt es seitens Lionsgate Pläne für ein weiteres Spin-off über die von Halle Berry verkörperte Sofia.

### Fernsehserien
Zwischen September und Oktober 2023 erschien auf Peacock die aus drei 90-minütigen Folgen bestehende Prequel-Serie The Continental, die die Vorgeschichte des von Colin Woodell verkörperten Hotelbesitzers Winston Scott im New York der 1970er Jahre erzählt. International wurde The Continental im selben Zeitraum über Prime Video veröffentlicht. Mit John Wick: Under The High Table befindet sich eine weitere Spin-off-Serie in Entwicklung, die nach den Ereignissen von John Wick: Kapitel 4 spielen soll.

## Handlung

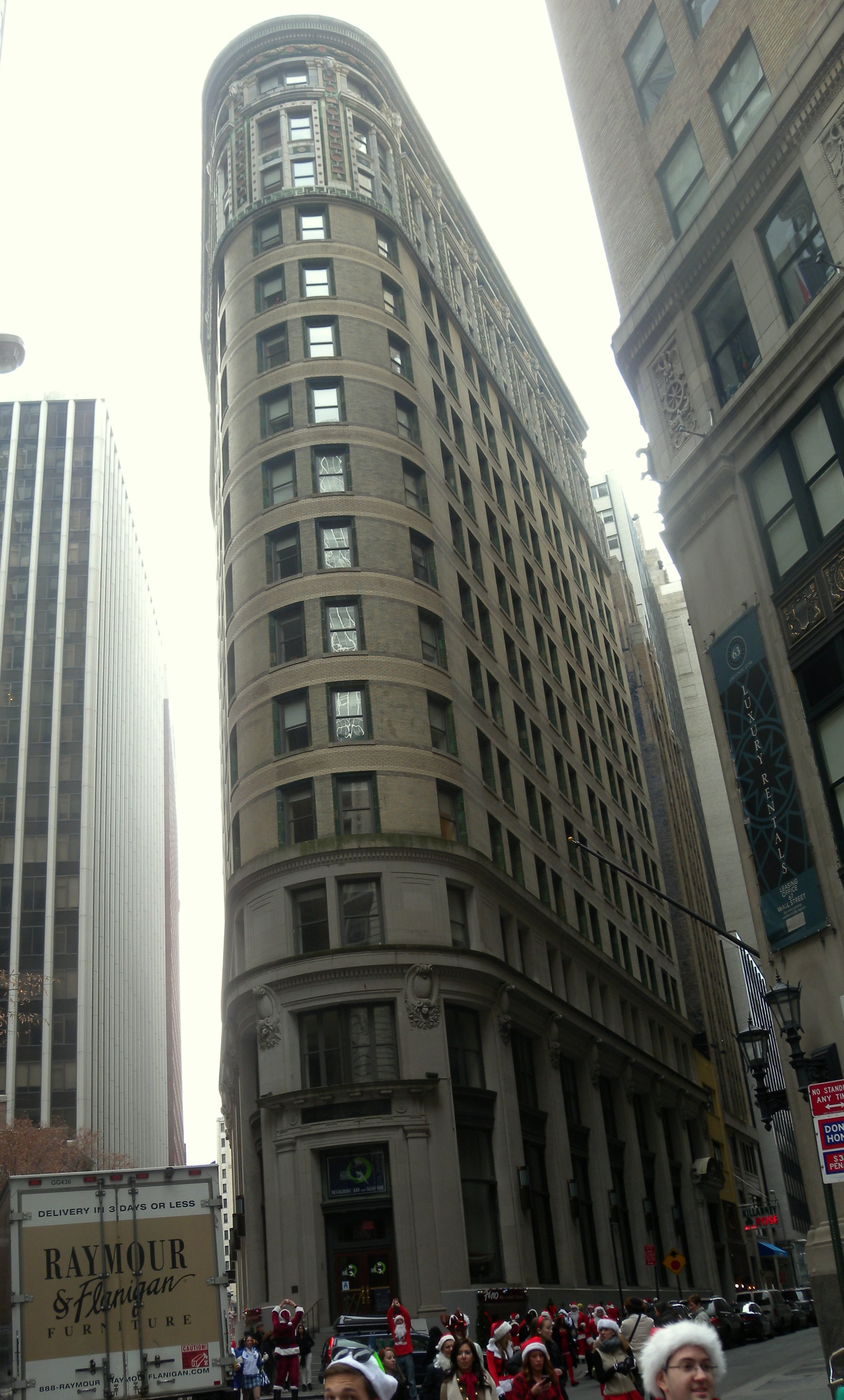
1 Wall Street Court in New York diente als Kulisse für das Continental Hotel.

### John Wick
Kurz nachdem die Frau von John Wick, einem sich im Ruhestand befindenden Auftragsmörder, an einer Krankheit stirbt, wird der Witwer von einer dreiköpfigen Gruppe bei sich zu Hause überfallen, wobei der Hund seiner verstorbenen Frau getötet und sein Auto gestohlen wird. Über Kontakte kann er herausfinden, dass es sich beim Anführer der Gruppe um Iosef Tarasov, den Sohn seines früheren Arbeitgebers Viggo Tarasov, handelt, woraufhin er Rache schwört. Da auch Viggo in der Zwischenzeit in Erfahrung gebracht hat, was sein Sohn angestellt hat, und er diesen beschützen möchte, beauftragt er einige Anhänger seines Syndikats, Wick zu töten, was jedoch misslingt. Im Anschluss setzt Viggo auf ihn ein Kopfgeld in Höhe von zwei Millionen US-Dollar aus und beauftragt auch Marcus, einen Bekannten von Wick, mit der Ermordung. Da Iosef einer ersten Attacke von John entkommen kann, brennt letzterer ein Geldversteck von Viggo nieder, woraufhin es zur Konfrontation zwischen den beiden kommt. Viggos Männer können John im ersten Moment überwältigen, werden allerdings von Marcus ausgeschaltet, der sich mit Wick solidarisiert. John kann im Anschluss aus Viggo den Aufenthaltsort von dessen Sohn bekommen, woraufhin er Iosef aufsucht, seine Beschützer ausschaltet und auch ihn schließlich umbringt. Fast zeitgleich ermordet Viggo Marcus aufgrund seines Verrates, weshalb John im Anschluss Viggo tötet.

### John Wick: Kapitel 2
Wenige Tage nach dem Tod von Viggo Tarasov wird John Wick von Santino D’Antonio aufgesucht, der ihm einst beim Ausstieg aus dem Milieu half und dafür von John eine Schuldmünze bekam. D’Antonio bittet John unter Einsatz der Schuldmünze darum, für ihn einen Auftrag auszuführen, doch Wick lehnt zunächst ab, weshalb D’Antonio sein Haus niederbrennt. Im Anschluss wird John von Winston, dem Manager des Continental-Hotels, auf dessen Boden nicht getötet werden darf, daran erinnert, dass eine Schuldmünze verpflichtend ist. Daraufhin nimmt er den Auftrag von D’Antonio an: Er soll dessen Schwester Gianna töten, damit Santino so an ihren Sitz in der Hohen Kammer gelangen kann. Den Auftrag in Rom kann John zwar erfolgreich ausführen und dabei zahlreiche Gefolgsleute von Gianna ausschalten, doch auch Santino hat sich in der Zwischenzeit gegen Wick gewandt, um den Mord an seiner Schwester zu rächen. Aus diesem Grund setzt er ein Kopfgeld auf Wick in Höhe von sieben Millionen US-Dollar aus, woraufhin alle Attentäter von New York hinter ihm her sind. Durch mehrere Kämpfe verwundet sucht John schließlich die Hilfe des Bowery King, dem Anführer eines Netzwerkes von falschen Obdachlosen in der Unterwelt, der ihn mit Waffen und Munition versorgt. Nachdem Wick die Gefolgsleute von D’Antonio Mann für Mann umbringen konnte, flüchtet Santino ins Continental, wo er sich in Sicherheit wägt. Doch Wick tötet ihn innerhalb der Mauern des Hotels, weshalb John wenig später von Winston darüber informiert wird, dass sein Kopfgeld verdoppelt wurde und ihm zukünftig aufgrund seines Regelverstoßes jedwede Unterstützung verwehrt wird.

### John Wick: Kapitel 3
Da die „Exkommunikation“ von John Wick bevorsteht und sämtliche Auftragsmörder der Stadt Jagd auf ihn machen werden, ist es sein Ziel, aus New York zu verschwinden. Dafür sucht er die Direktorin auf, eine Frau aus seiner belarussischen Vergangenheit, die ihn nach Casablanca schleust. Dort bittet er die Auftragskillerin Sofia, von der er noch eine Schuldmünze besitzt, ihn zum Ältesten zu bringen, einem ranghohen Mitglied der Hohen Kammer, von dem er sich einen Erlass seines Kopfgeldes erhofft. Gemeinsam schaffen sie es, über den Attentäter Berrada an den Aufenthaltsort des Ältesten zu kommen und im Anschluss Berrada und dessen Männer auszuschalten, nachdem es zur Konfrontation zwischen beiden Parteien kam. In der Wüste trifft der völlig entkräftete John schließlich auf den Ältesten, der einwilligt, Johns Kopfgeld zu erlassen, sofern er seine Loyalität zur Hohen Kammer schwört und Winston umbringt. Dieser wird wie der Bowery King und die Direktorin von einer Richterin beschuldigt, Wick bei der regelwidrigen Ermordung von Santino D’Antonio und der anschließenden Flucht geholfen zu haben, weshalb er sein Amt niederlegen sollte, dies aber nicht tat. Da sich John zurück in New York allerdings weigert, den Hotelmanager umzubringen, säkularisiert die Richterin das New Yorker Continental, was das Töten innerhalb des Hotels erlaubt. John und der Concierge Charon können alle von der Hohen Kammer gesandten Angreifer unter der Leitung vom Auftragsmörder Zero umbringen, weshalb sich Winston und die Richterin auf einen Deal einigen: im Gegenzug zur Wiedereröffnung des Continentals schwört Winston erneut seine Loyalität zur Hohen Kammer. Im Anschluss schießt er auf Wick, der vom Dach des Hotels fällt und von einem Anhänger des Bowery King, der zuvor von Zero schwer verwundet wurde, aufgesammelt wird. Beide verbünden sich gegen die Hohe Kammer.

### John Wick: Kapitel 4
John Wick konnte sich regenerieren und bringt aus Rache den Ältesten um. Die Hohe Kammer stellt daraufhin dem Marquis Vincent de Gramont sämtliche Freiheiten und Befugnisse aus, um John umzubringen. Der Marquis zerstört zunächst das Continental-Hotel in New York City und tötet den Concierge Charon, um seine Entschlossenheit gegenüber Johns Verbündeten zu demonstrieren. Ebenso engagiert der Marquis den blinden Auftragsmörder Caine zur Tötung von John. Dieser versteckt sich im Continental-Hotel in Osaka, wo der Manager Shimanzu Koji seine Auslieferung verweigert. Es kommt zum Kampf mit den Streitkräften der Hohen Kammer, bei dem Koji getötet wird, John allerdings entkommen kann. Um einen Ausweg aus der Konfrontation mit dem Marquis zu finden, beschließt John, ein Duell mit seinem Widersacher einzufordern. In Berlin kehrt er zu seiner ehemaligen Familie, der Verbrecherorganisation Ruska Roma zurück, die sein Ersuchen der Hohen Kammer übermitteln. Der Marquis willigt dem Duell ein, setzt allerdings ein Kopfgeld auf John aus, damit dieser nicht rechtzeitig zum vereinbarten Treffpunkt erscheinen kann. John erhält auf dem Weg zum Duell überraschende Hilfe von seinem ehemaligen Freund Caine, der vom Marquis als Johns Gegner auserwählt wurde. John erscheint rechtzeitig beim Treffpunkt, wird im Duell von Caine allerdings stark verwundet. Als sich der Marquis siegessicher wähnt, wird er von John erschossen. Winston erhält sein Continental-Hotel zurück und John wird von seinen Pflichten gegenüber der Hohen Kammer freigesprochen, verstirbt aber an seinen Verletzungen.

### Ballerina
Die junge Tänzerin Eve Macarro muss als Kind mitansehen, wie ihr Vater von Anhängern einer kriminellen Organisation unter der Führung des Kanzlers ermordet wird. Eve wird vom Continental-Manager Winston Scott aufgelesen und in die Obhut der Ruska Roma übergeben, wo sie über Jahre hinweg zu einer Auftragskillerin ausgebildet wird. Nachdem sie ihre Ausbildung abgeschlossen hat, entschließt sich Eve dazu, Rache am Kanzler und dem von ihm geführten Kult zu nehmen. Sie reist nach Prag, wo sie auf das ehemalige Kult-Mitglied Daniel Pine und dessen kleine Tochter Ella trifft, die die Organisation verlassen wollen. Als der Kanzler Ella entführen lässt und Pine schwer verletzt, entschließt sich Eve dazu, das junge Mädchen aus dem Kult-Hauptsitz in Hallstatt zu befreien. Ihre Anwesenheit ruft Unmut bei den Anwohnern aus und veranlasst den Kanzler dazu, der Ruska Roma mit einem Krieg zu drohen, sollten sie Eve nicht aufhalten. Die Direktorin der Ruska Roma entsendet daraufhin John Wick und beauftragt ihn mit der Tötung von Eve bis Mitternacht. Beide verbünden sich jedoch unerwartet, befreien Ella und bringen den Kanzler um.

## Besetzung und Synchronisation
| Rolle                                     | Filme               | Filme                       | Filme                       | Filme                       | Filme                                         | Synchronsprecher                 |
| Rolle                                     | John Wick (2014)    | John Wick: Kapitel 2 (2017) | John Wick: Kapitel 3 (2019) | John Wick: Kapitel 4 (2023) | From the World of John Wick: Ballerina (2025) | Synchronsprecher                 |
| ----------------------------------------- | ------------------- | --------------------------- | --------------------------- | --------------------------- | --------------------------------------------- | -------------------------------- |
| Jardani Jovonovich / Jonathan „John“ Wick | Keanu Reeves        | Keanu Reeves                | Keanu Reeves                | Keanu Reeves                | Keanu Reeves                                  | Benjamin Völz                    |
| Winston Scott                             | Ian McShane         | Ian McShane                 | Ian McShane                 | Ian McShane                 | Ian McShane                                   | Klaus-Dieter Klebsch             |
| Charon                                    | Lance Reddick       | Lance Reddick               | Lance Reddick               | Lance Reddick               | Lance Reddick                                 | Leon Boden Oliver Siebeck 1      |
| Helen Wick                                | Bridget Moynahan    | Bridget Moynahan            |                             | Bridget Moynahan A          |                                               | Claudia Gáldy                    |
| Aurelio                                   | John Leguizamo      | John Leguizamo              |                             |                             |                                               | Nicola Devico Mamone             |
| Charlie                                   | David Patrick Kelly | David Patrick Kelly         |                             |                             |                                               | Victor Deiß                      |
| Jimmy                                     | Thomas Sadoski      | Thomas Sadoski              |                             |                             |                                               | Gerrit Hamann                    |
| Arzt im Continental                       | Randall Duk Kim     |                             | Randall Duk Kim             |                             |                                               | Friedhelm Ptok                   |
| Viggo Tarasov                             | Mikael Nyqvist      |                             |                             |                             |                                               | Lutz Schnell                     |
| Iosef Tarasov                             | Alfie Allen         |                             |                             |                             |                                               | Nico Sablik                      |
| Ms. Perkins                               | Adrianne Palicki    |                             |                             |                             |                                               | Marie-Isabel Walke               |
| Marcus                                    | Willem Dafoe        |                             |                             |                             |                                               | Reiner Schöne                    |
| Avi                                       | Dean Winters        |                             |                             |                             |                                               | Peter Flechtner                  |
| Kirill                                    | Daniel Bernhardt    |                             |                             |                             |                                               | Frank Schaff                     |
| Victor                                    | Toby Leonard Moore  |                             |                             |                             |                                               | Martin Kautz                     |
| Addy                                      | Bridget Regan       |                             |                             |                             |                                               | Maria Koschny                    |
| The Bowery King                           |                     | Laurence Fishburne          | Laurence Fishburne          | Laurence Fishburne          |                                               | Tom Vogt                         |
| Earl                                      |                     | Tobias Segal                | Tobias Segal                |                             |                                               | Leonhard Mahlich                 |
| Telefonistin                              |                     | Margaret Daly               | Margaret Daly               |                             |                                               | Katarina Tomaschewsky            |
| Santino D’Antonio                         |                     | Riccardo Scamarcio 2        | Riccardo Scamarcio 2        |                             |                                               | Gianluca Vallero                 |
| Cassian                                   |                     | Common                      |                             |                             |                                               | Matti Klemm                      |
| Gianna D’Antonio                          |                     | Claudia Gerini              |                             |                             |                                               | Elettra de Salvo                 |
| Ares                                      |                     | Ruby Rose                   |                             |                             |                                               | – 3                              |
| Abram Tarasov                             |                     | Peter Stormare              |                             |                             |                                               | Grigory Kofman                   |
| Julius                                    |                     | Franco Nero                 |                             |                             |                                               | Christian Rode                   |
| Sommelier                                 |                     | Peter Serafinowicz          |                             |                             |                                               | Dietmar Wunder                   |
| Lucia                                     |                     | Youma Diakite               |                             |                             |                                               | Melanie Pukaß                    |
| Schneider                                 |                     | Luca Mosca                  |                             |                             |                                               | Marcus Off                       |
| Der Älteste                               |                     |                             | Saïd Taghmaoui              | George Georgiou             |                                               | Mehmet Yilmaz Robert Glatzeder 1 |
| Die Direktorin                            |                     |                             | Anjelica Huston             |                             | Anjelica Huston                               | Marianne Groß                    |
| Sofia                                     |                     |                             | Halle Berry                 |                             |                                               | Melanie Pukaß                    |
| Zero                                      |                     |                             | Mark Dacascos               |                             |                                               | Frank Schaff                     |
| Richterin                                 |                     |                             | Asia Kate Dillon            |                             |                                               | Luise Helm                       |
| Berrada                                   |                     |                             | Jerome Flynn                |                             |                                               | Bernd Vollbrecht                 |
| Administrator                             |                     |                             | Robin Lord Taylor           |                             |                                               | Tim Sander                       |
| Caine                                     |                     |                             |                             | Donnie Yen                  |                                               | Viktor Neumann                   |
| Marquis Vincent de Gramont                |                     |                             |                             | Bill Skarsgård              |                                               | Jeremias Koschorz                |
| Tracker / Mr. Nobody                      |                     |                             |                             | Shamier Anderson            |                                               | Daniel Welbat                    |
| Der Vorbote                               |                     |                             |                             | Clancy Brown                |                                               | Oliver Stritzel                  |
| Chidi                                     |                     |                             |                             | Marko Zaror                 |                                               | Jaron Löwenberg                  |
| Akira                                     |                     |                             |                             | Rina Sawayama               |                                               | Franciska Friede                 |
| Shimazu Koji                              |                     |                             |                             | Hiroyuki Sanada             |                                               | Marcus Off                       |
| Killa Harkan                              |                     |                             |                             | Scott Adkins                |                                               | Jan-David Rönfeldt               |
| Katia                                     |                     |                             |                             | Natalia Tena                |                                               | Katharina Spiering               |
| Eve Macarro                               |                     |                             |                             |                             | Ana de Armas Victoria Comte (jung)            | Alice Bauer                      |
| Der Kanzler                               |                     |                             |                             |                             | Gabriel Byrne                                 | Reinhard Kuhnert                 |
| Daniel Pine                               |                     |                             |                             |                             | Norman Reedus                                 | Tommy Morgenstern                |
| Nogi                                      |                     |                             |                             |                             | Sharon Duncan-Brewster                        | Sanam Afrashteh                  |
| Lena Macarro                              |                     |                             |                             |                             | Catalina Sandino Moreno                       | Manja Doering                    |
| Javier Macarro                            |                     |                             |                             |                             | David Castañeda                               | Florian Hoffmann                 |

## Filmstab
|                  | Film                                                         | Film                          | Film                                                    | Film                                          | Film                                     |
| John Wick (2014) | John Wick: Kapitel 2 (2017)                                  | John Wick: Kapitel 3 (2019)   | John Wick: Kapitel 4 (2023)                             | From the World of John Wick: Ballerina (2025) |                                          |
| ---------------- | ------------------------------------------------------------ | ----------------------------- | ------------------------------------------------------- | --------------------------------------------- | ---------------------------------------- |
| Regie            | Chad Stahelski & David Leitch                                | Chad Stahelski                | Chad Stahelski                                          | Chad Stahelski                                | Len Wiseman                              |
| Drehbuch         | Derek Kolstad                                                | Derek Kolstad                 | Derek Kolstad, Shay Hatten, Chris Collins & Marc Abrams | Michael Finch & Shay Hatten                   | Shay Hatten                              |
| Produktion       | Basil Iwanyk, David Leitch, Eva Longoria & Michael Witherill | Basil Iwanyk & Erica Lee      | Basil Iwanyk & Erica Lee                                | Chad Stahelski, Basil Iwanyk & Erica Lee      | Chad Stahelski, Basil Iwanyk & Erica Lee |
| Musik            | Tyler Bates & Joel J. Richard                                | Tyler Bates & Joel J. Richard | Tyler Bates & Joel J. Richard                           | Tyler Bates & Joel J. Richard                 | Tyler Bates & Joel J. Richard            |
| Kamera           | Jonathan Sela                                                | Dan Laustsen                  | Dan Laustsen                                            | Dan Laustsen                                  | Romain Lacourbas                         |
| Schnitt          | Elísabet Ronaldsdóttir                                       | Evan Schiff                   | Evan Schiff                                             | Nathan Orloff                                 | Jason Ballantine, Julian Clarke          |

## Rezeption

### Stilistik und Analyse
Da alle Filme von Chad Stahelski inszeniert und von Derek Kolstad geschrieben wurden, weisen sie für Kevin Lincoln von Vulture denselben visuellen und narrativen Stil auf. Im Vergleich zu anderen Genrevertretern wurden die Filme allerdings mit einem vergleichsweise geringen Budget produziert. Entgegen den üblichen Ausgangspunkten für Actionfilme, wie Anschläge, Verbrechen oder vergleichbare Ereignisse, werde die Handlung der Filmreihe durch etwas banales, häusliches, verständliches und einfühlsames ausgelöst: der Welpe von John Wick wird getötet. Infolgedessen führe die kaum sprechende, ruhige und bescheidene Hauptfigur den Zuschauer in eine Welt voller Attentäter mit einer eigenen Etikette, Ästhetik sowie Traditionen, die zudem einer aufwändigen Mythologie, so beispielsweise das Bezahlen mit Goldmünzen oder das Continental-Hotel, unterliegt. In durchchoreografierten Szenen mit vielen Long Takes müsse der Profikiller gegen meist gesichtslose Gegenspieler kämpfen, wobei der John-Wick-Darsteller Keanu Reeves knapp 90 % seiner Stunts selber mache und dabei die auf Waffen basierende Kampfkunst namens 3-gun verwende, bei der er die Waffe „wie ein Schwert“ schwinge und Gegner aus nächster Nähe töte. Stahelski setze bei diesen Kampfszenen weder Nahaufnahmen noch wackelige Handkameras ein, sodass der volle Umfang der Kämpfe direkt vor der Linse zu sehen sei.
Für Jacob Hall von Slashfilm.com sei die John-Wick-Filmreihe voller Charakter, Humor und Details, die eine sorgfältige Planung belohnen. So hätten Stahelski und Kolstad eine Welt mit vielen kleinen Andeutungen und Symbolen erschaffen, die zusammen wie eine Legende aufgebaut seien. Insbesondere die kriminelle Unterwelt habe viel Ähnlichkeit mit einem griechischen Mythos, in dem John Wick der starke, aber nicht unverwundbare Titelheld sei. Die Welt um ihn herum sei für seine spezifischen Fähigkeiten wie maßgeschneidert, gleichzeitig würden seine Taten aber nie die „reale Welt“, sondern nur eine parallele Realität beeinträchtigen. So töte Wick ausschließlich andere Auftragsmörder und deren Gefolgsleute, auch, da es in den Filmen bis auf Helen Wick keinen einzigen Zivilisten gebe. Dazu existiere ein Büro mit veralteter Technologie, in dem Mordanfragen bearbeitet werden, der Bowery King mit einer Armee von falschen Obdachlosen und die Hohe Kammer, die nicht infrage gestellt werde. Infolgedessen gebe es gerade genügend Realismus, auch bei der übertriebenen Action, sodass es nicht ins Unrealistische abdrifte. Zwischen den Kampfszenen würden die Filme allerdings auch reichlich Humor vorweisen. Dabei sei der Witz ähnlich wie bei Stummfilmen rein visuell, da John Wick nicht viel spreche. Dazu komme, dass die Hauptfigur selbst die völlig übertriebene und dadurch wieder amüsante Action sehr ernst nehme, was Keanu Reeves durch eine starre Gelassenheit und mit einem ausdruckslosen Gesicht in gefährlichen Situationen verdeutliche. Dies untermauere zudem Wicks ständige Trauer, durch die Rache zu seinem Lebensstil geworden sei. Er töte nicht, um dabei cool auszusehen, sondern schnell und effizient, schieße seinen Kontrahenten in den Kopf, um Zeit und Energie zu sparen, da die Gegner keine Ziele, sondern nur Hindernisse seien. In diesen langen Aufnahmen verzichte Stahelski auf extreme Nahaufnahmen und halte die Gesichter der Akteure immer im Bild, damit der Zuschauer nie die Orientierung verliere und um die spezifischen Details des Kampfes zu veranschaulichen. Halls Kollegin Hoai-Tran Bui ergänzte, die Werke würden Einflüsse von Hongkonger Martial-Arts-Filmen wie beispielsweise von Jackie Chan, Bruce Lee oder Jet Li aufweisen. Dabei rücke die Handlung in den Hintergrund, sodass der Fokus auf den Actionsequenzen mit ihren „Tänzen zwischen den Kämpfern“ liege, da diese die wahren Höhepunkte der Filme seien. John Wick verwende dabei den Kampfstil Gun-Fu, eine Mischung aus japanischem Jiu Jitsu, Brazilian Jiu-Jitsu, taktischem 3-gun und Judo, und setzte je nach Gegner andere Schwerpunkte auf eine der genannten Kampfkünste.
Brian MacNamara von tldrmoviereviews.com geht näher auf das visuelle Storytelling und Worldbuilding ein, das als primäre narrative Form benutzt werde. So halte sich die Filmreihe an die Devise „Show, don’t tell“, wobei der Geschichte durch nur kleine visuelle Handlungshinweise Tiefe und Emotionen verliehen werden würde, ohne dass ein Dialog eingesetzt werde. Ebenso werde rein visuell erklärt, wie die Welt funktioniere, und man benutzte keine Figur, die gemeinsam mit dem Zuschauer in eine für sie neue Umgebung eintauche, wie es bei anderen Filmen zumeist der Fall sei. Weitere visuelle Auffälligkeiten seien, dass man die Farben der einzelnen Einstellungen an die Emotionen von John Wick angepasst habe und selbst die Untertitel so formatiert seien, dass die Geschichte vorangetrieben werde.
Die Filmreihe wird immer wieder auch als ein Vertreter des Subgenres Heroic Bloodshed bezeichnet, in dem es oft um Attentäter oder Auftragsmörder in moralischen Dilemmas geht. Die teilweise akrobatische Gewalt wird dabei aufwendig choreographiert und opernhaft inszeniert. Es entstand Mitte der 1980er Jahre in Hong Kong und wurde besonders von dem chinesischen Filmregisseur John Woo geprägt.

### Zuschauerzahlen und Einspielergebnisse
Das Gesamteinspielergebnis der Filmreihe beläuft sich auf über eine Milliarde US-Dollar (Stand: 13. Juni 2025).
| Film                                   | Veröffentlichung (Deutschland) | Zuschauer (Deutschland) | Einspielergebnisse in US-Dollar | Einspielergebnisse in US-Dollar | Einspielergebnisse in US-Dollar | Budget in US-Dollar | Quellen       |
| Film                                   | Veröffentlichung (Deutschland) | Zuschauer (Deutschland) | Deutschland                     | USA                             | Weltweit                        | Budget in US-Dollar | Quellen       |
| -------------------------------------- | ------------------------------ | ----------------------- | ------------------------------- | ------------------------------- | ------------------------------- | ------------------- | ------------- |
| John Wick                              | 29. Jan. 2015                  | 0431.571                | 03.703.908                      | 043.037.835                     | 086.081.850                     | 20 Mio.             | [ 20 ] [ 21 ] |
| John Wick: Kapitel 2                   | 16. Feb. 2017                  | 0824.491                | 07.617.195                      | 092.029.184                     | 174.348.632                     | 40 Mio.             | [ 22 ] [ 23 ] |
| John Wick: Kapitel 3                   | 23. Mai 2019                   | 1.180.843               | 12.351.369                      | 171.015.687                     | 328.349.387                     | 75 Mio.             | [ 24 ] [ 25 ] |
| John Wick: Kapitel 4                   | 23. März 2023                  | 1.725.394               | 20.915.026                      | 187.131.806                     | 440.146.694                     | 100 Mio.            | [ 26 ] [ 27 ] |
| From the World of John Wick: Ballerina | 5. Juni 2025                   | 137.519                 | 1.819.374                       | 31.106.148                      | 57.106.148                      | 90 Mio.             | [ 28 ] [ 29 ] |
| Gesamt                                 | Gesamt                         | 4.299.818               | 46.406.872                      | 524.320.660                     | 1.086.032.711                   | 325 Mio.            | [ 30 ]        |

### Kritiken
Filme
(Stand: 13. Juni 2025)
| Film                                   | Rotten Tomatoes     | Metacritic       | IMDb                      |
| -------------------------------------- | ------------------- | ---------------- | ------------------------- |
| John Wick                              | 86 % (224 Kritiken) | 68 (40 Kritiken) | 7,5 (785.483 Bewertungen) |
| John Wick: Kapitel 2                   | 89 % (285 Kritiken) | 75 (43 Kritiken) | 7,4 (543.872 Bewertungen) |
| John Wick: Kapitel 3                   | 89 % (361 Kritiken) | 73 (50 Kritiken) | 7,4 (456.187 Bewertungen) |
| John Wick: Kapitel 4                   | 94 % (372 Kritiken) | 78 (58 Kritiken) | 7,6 (381.724 Bewertungen) |
| From the World of John Wick: Ballerina | 76 % (250 Kritiken) | 59 (49 Kritiken) | 7,3 (21.447 Bewertungen)0 |

Fernsehserie
(Stand: 22. Dezember 2023)
| Film            | Rotten Tomatoes    | Metacritic       | IMDb                     |
| --------------- | ------------------ | ---------------- | ------------------------ |
| The Continental | 63 % (78 Kritiken) | 53 (27 Kritiken) | 7,2 (31.173 Bewertungen) |